# جنگ‌های عثمانی و ونیز

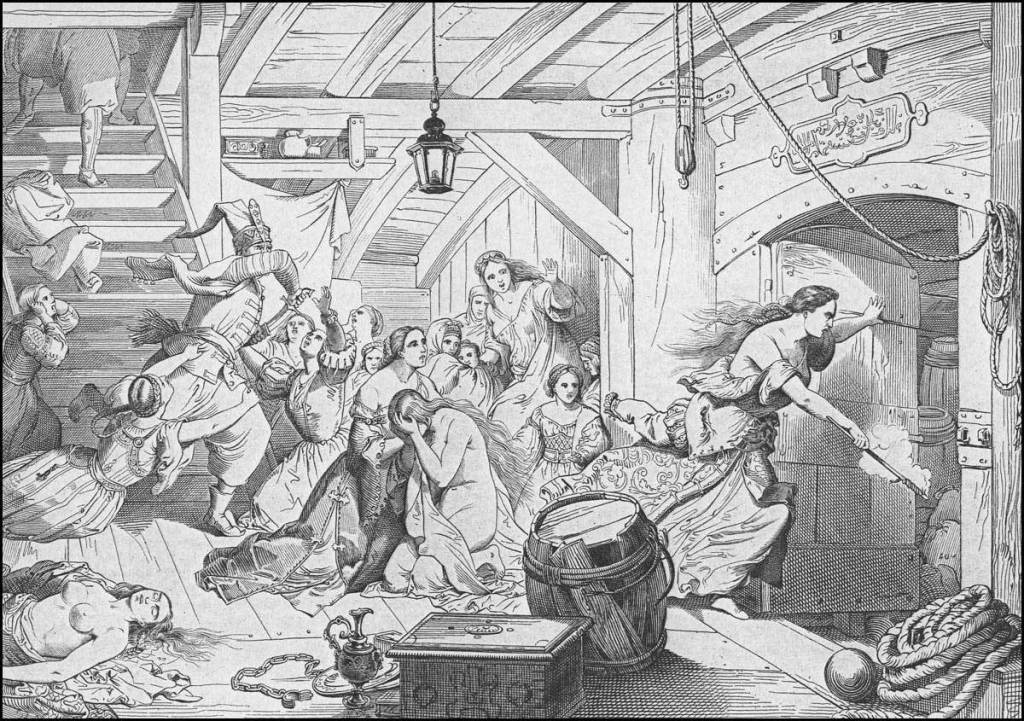
سال 1570، عکس مربوط به حمله ترک‌ها به ونیز

جنگ‌های عثمانی و ونیز مجموعه مناقشاتی است میان امپراتوری عثمانی و جمهوری ونیز که از سال ۱۳۹۶ میلادی آغاز و تا ۱۷۱۸ میلادی به طول انجامید و بدین شرح است:
- مشارکت ونیزی‌ها در نبرد نیکوپولیس (۱۳۹۶ میلادی).
- محصاصره تسالونیکا (۱۴۲۲ تا ۱۴۳۰ میلادی)، با حضور ونیز از ۱۴۲۳ و نتیجه آن فتح تسالونیکا توسط عثمانی‌ها.
- اولین جنگ عثمانی و ونیز (۱۴۶۳ تا ۱۴۷۹)، نتیجه آن فتح نگرپونتی، لیمنوس و آلبانی ونیزی توسط عثمانی‌ها.
- دومین جنگ عثمانی و ونیز (۱۴۹۹ تا ۱۵۰۳)، نتیجه آن فتح دژهای ونیزی در موره‌آ (پلوپونز) توسط عثمانی‌ها.
- سومین جنگ عثمانی و ونیز (۱۵۳۷ تا ۱۵۴۰)، نتیجه آن فتح سیکلدیز به جز تینوس، سپورادیس و آخرین دژهای ونیزی در موره‌آ (پلوپونز) توسط عثمانی‌ها.
- چهارمین جنگ عثمانی و ونیز (۱۵۷۰ تا ۱۵۷۳)، نتیجه آن فتح قبرس توسط عثمانی‌ها و شکست ناوگانشان در جنگ لپانتو (۱۵۷۱).
- پنجمین جنگ عثمانی و ونیز (۱۶۴۵ تا ۱۶۶۹) یا جنگ کرت، نتیجه آن فتح کرت توسط عثمانی‌ها.
- ششمین جنگ عثمانی و ونیز (۱۶۸۴ تا ۱۶۹۹) یا جنگ موره‌آیی، نتیجه آن فتح موره‌آ (پلوپونز)، لفکادا، ایجاینا و بخش‌هایی از دالماسی توسط ونیزی‌ها و پایان سلطه عثمانی‌ها بر دریای مدیترانه شرقی.
- هفتمین جنگ عثمانی و ونیز (۱۷۱۴ تا ۱۷۱۸) همچنین نامیده شده به عنوان دومین جنگ موره‌آیی، نتیجه آن بازپس‌گیری موره‌آ (پلوپونز)، تینوس و ایجاینا و آخرین متصرفات ونیزی‌ها در دریای اژه توسط عثمانی‌ها.